# Bằng Phúc
Bằng Phúc là một xã thuộc huyện Chợ Đồn, tỉnh Bắc Kạn, Việt Nam.

## Địa lý
Xã Bằng Phúc có vị trí địa lý:
- Phía bắc giáp huyện Ba Bể
- Phía đông giáp huyện Bạch Thông
- Phía nam giáp Phương Viên
- Phía tây giáp xã Tân Lập.

Xã Bằng Phúc có diện tích 47,95 km², dân số năm 2019 là 2.514 người, mật độ dân số đạt 50 người/km².
Xã có suối Khuổi Pia, khuổi Cap Pe, suối Tà Làng.

## Hành chính
Xã Bằng Phúc được chia thành các thôn bản: Khuổi Cưởm, Nà Pài, Nà Bay, Quân, Chang, Nà Hồng, Khiếu, Phiêng Phung.